# پا آب شلال
پا آب شلال، روستایی در دهستان شلال و دشتگل بخش مرکزی شهرستان اندیکا در استان خوزستان ایران است. این روستا، مرکز دهستان شلال و دشتگل است.

## جمعیت
بر پایه سرشماری عمومی نفوس و مسکن در سال ۱۳۹۵، جمعیت این روستا برابر با ۱۷۲ نفر (۴۶ خانوار) بوده است.